# Чемпионат Европы по футболу 2012 среди юношей до 17 лет (элитный раунд)
Элитный раунд чемпионата Европы по футболу 2012 среди юношей до 17 лет был вторым раундом отборочного турнира чемпионата Европы по футболу 2012 среди юношей до 17 лет. 28 команд, прошедших квалификационный раунд, были поделены на 7 групп по 4 команды. Страна, которую представляла одна из команд в каждой группе, принимала все матчи группы. Семь победителей групп получили путёвки в финальный этап, где присоединились к хозяевам турнира словенцам. Жеребьевка элитного раунда прошла 29 ноября 2011 года в Ньоне, Швейцария. Матчи прошли c 20 по 31 марта 2012 года.

## Жеребьёвка
Каждая команда была помещена в одну из четырёх корзин для жеребьёвки соответственно результатам в квалификационном раунде. Семь команд с наилучшими показателями были помещены в корзину A и так далее до корзины D, куда попали семь команд с наихудшими показателями. Во время жеребьёвки в каждую группу попало по одной команде из каждой корзины, с тем условием, что команды, которые играли между собой в первом раунде квалификации, не могли быть помещены в одну группу снова.
| Корзина A                                           | Корзина B                                                     | Корзина C                                             | Корзина D                                                 |
| --------------------------------------------------- | ------------------------------------------------------------- | ----------------------------------------------------- | --------------------------------------------------------- |
| Франция Испания Чехия Дания Венгрия Сербия Германия | Англия Швеция Шотландия Россия Португалия Беларусь Нидерланды | Польша Италия Бельгия Грузия Исландия Турция Ирландия | Швейцария Болгария Украина Албания Люксембург Литва Уэльс |

## Группа 1
| Сборная   | И | В | Н | П | ЗМ | ПМ | +/- | О |
| --------- | - | - | - | - | -- | -- | --- | - |
| Франция   | 3 | 3 | 0 | 0 | 6  | 2  | +4  | 9 |
| Швеция    | 3 | 1 | 1 | 1 | 3  | 3  | 0   | 4 |
| Италия    | 3 | 1 | 1 | 1 | 2  | 2  | 0   | 4 |
| Швейцария | 3 | 0 | 0 | 3 | 2  | 6  | −4  | 0 |

| Франция             | 1−0  | Италия |
| ------------------- | ---- | ------ |
| Мохамед Шемлаль 71′ | УЕФА |        |

| Швеция                  | 2−0  | Швейцария |
| ----------------------- | ---- | --------- |
| Муамер Танкович 5′, 20′ | УЕФА |           |

| Италия | 0−0  | Швеция |
| ------ | ---- | ------ |
|        | УЕФА |        |

| Франция                                  | 2−1  | Швейцария        |
| ---------------------------------------- | ---- | ---------------- |
| Корентен Жан 19′ · Антони Марсьяль 40+2′ | УЕФА | Шани Тарашай 68′ |

| Швеция           | 1−3  | Франция                                                 |
| ---------------- | ---- | ------------------------------------------------------- |
| Арбер Зенели 70′ | УЕФА | Корентен Жан 40′ · Антони Марсьяль 62′ · Весли Саид 73′ |

| Швейцария        | 1−2  | Италия                                   |
| ---------------- | ---- | ---------------------------------------- |
| Шани Тарашай 73′ | УЕФА | Альберто Черри 70′ · Дженнаро Тутино 74′ |

## Группа 2
| Сборная    | И | В | Н | П | ЗМ | ПМ | +/- | О |
| ---------- | - | - | - | - | -- | -- | --- | - |
| Польша     | 3 | 3 | 0 | 0 | 7  | 1  | +6  | 9 |
| Чехия      | 3 | 1 | 1 | 1 | 2  | 3  | −1  | 4 |
| Беларусь   | 3 | 0 | 2 | 1 | 1  | 3  | −2  | 2 |
| Люксембург | 3 | 0 | 1 | 2 | 3  | 6  | −3  | 1 |

| Чехия | 0−2  | Польша                                        |
| ----- | ---- | --------------------------------------------- |
|       | УЕФА | Винсент Рабиега 35′ · Мариуш Стемпиньский 48′ |

| Беларусь            | 1−1  | Люксембург          |
| ------------------- | ---- | ------------------- |
| Никита Капленко 68′ | УЕФА | Дамьен Штайнмец 65′ |

| Польша                                     | 2−0  | Беларусь |
| ------------------------------------------ | ---- | -------- |
| Мариуш Стемпиньский 3′ · Адриан Церпка 16′ | УЕФА |          |

| Чехия                                 | 2−1  | Люксембург          |
| ------------------------------------- | ---- | ------------------- |
| Мартин Матоушек 38′ · Томаш Хорый 78′ | УЕФА | Дуэйн Хольтер 80+2′ |

| Беларусь | 0−0  | Чехия |
| -------- | ---- | ----- |
|          | УЕФА |       |

| Люксембург         | 1−3  | Польша                                                    |
| ------------------ | ---- | --------------------------------------------------------- |
| Фредерик Тилль 18′ | УЕФА | Игор Ласицки 32′ · Адриан Церпка 55′ · Кароль Линетты 73′ |

## Группа 3
| Сборная | И | В | Н | П | ЗМ | ПМ | +/- | О |
| ------- | - | - | - | - | -- | -- | --- | - |
| Грузия  | 3 | 2 | 1 | 0 | 3  | 1  | +2  | 7 |
| Испания | 3 | 1 | 2 | 0 | 7  | 3  | +4  | 5 |
| Англия  | 3 | 1 | 0 | 2 | 1  | 5  | −4  | 3 |
| Украина | 3 | 0 | 1 | 2 | 2  | 4  | −2  | 1 |

| Испания       | 1−1  | Грузия                       |
| ------------- | ---- | ---------------------------- |
| Иван Саэс 59′ | УЕФА | Чиабер Чечелашвили 2′ (пен.) |

| Англия             | 1−0  | Украина |
| ------------------ | ---- | ------- |
| Калум Чеймберс 56′ | УЕФА |         |

| Грузия                     | 1−0  | Англия |
| -------------------------- | ---- | ------ |
| Георгий Папунаишвили 80+4′ | УЕФА |        |

| Испания                              | 2−2  | Украина                                 |
| ------------------------------------ | ---- | --------------------------------------- |
| Иван Калеро 19′ · Альваро Бустос 72′ | УЕФА | Максим Тищенко 8′ · Дмитрий Билоног 71′ |

| Англия | 0−4  | Испания                                                                         |
| ------ | ---- | ------------------------------------------------------------------------------- |
|        | УЕФА | Иван Калеро 45′ · Алекс Гримальдо 47′ · Серхи Сампер 57′ · Хосе Луис Гайя 80+4′ |

| Украина | 0−1  | Грузия              |
| ------- | ---- | ------------------- |
|         | УЕФА | Алеко Мзевашвили 6′ |

## Группа 4
| Сборная    | И | В | Н | П | ЗМ | ПМ | +/- | О |
| ---------- | - | - | - | - | -- | -- | --- | - |
| Германия   | 3 | 2 | 1 | 0 | 6  | 1  | +5  | 7 |
| Португалия | 3 | 1 | 2 | 0 | 3  | 0  | +3  | 5 |
| Болгария   | 3 | 1 | 1 | 1 | 3  | 2  | +1  | 4 |
| Турция     | 3 | 0 | 0 | 3 | 0  | 9  | −9  | 0 |

| Германия                                                                            | 4−0  | Турция |
| ----------------------------------------------------------------------------------- | ---- | ------ |
| Макс Майер 20′ · Бугра Чагыран 29′ (авт.) · Саид Бенкарит 74′ · Феликс Локемпер 79′ | УЕФА |        |

| Португалия | 0−0  | Болгария |
| ---------- | ---- | -------- |
|            | УЕФА |          |

| Германия           | 2−1  | Болгария           |
| ------------------ | ---- | ------------------ |
| Макс Майер 7′, 18′ | УЕФА | Радослав Цонев 57′ |

| Турция | 0−3  | Португалия                                                        |
| ------ | ---- | ----------------------------------------------------------------- |
|        | УЕФА | Томаш Подставский 15′ · Иву Родригиш 39′ (пен.) · Андре Силва 62′ |

| Португалия | 0−0  | Германия |
| ---------- | ---- | -------- |
|            | УЕФА |          |

| Болгария                                  | 2−0  | Турция |
| ----------------------------------------- | ---- | ------ |
| Станислав Дрянов 13′ · Мильчо Ангелов 18′ | УЕФА |        |

## Группа 5
| Сборная    | И | В | Н | П | ЗМ | ПМ | +/- | О |
| ---------- | - | - | - | - | -- | -- | --- | - |
| Нидерланды | 3 | 2 | 1 | 0 | 7  | 2  | +5  | 7 |
| Сербия     | 3 | 2 | 1 | 0 | 5  | 1  | +4  | 7 |
| Албания    | 3 | 1 | 0 | 2 | 2  | 8  | −6  | 3 |
| Ирландия   | 3 | 0 | 0 | 3 | 2  | 5  | −3  | 0 |

| Сербия          | 1−0  | Ирландия |
| --------------- | ---- | -------- |
| Милан Йокич 66′ | УЕФА |          |

| Нидерланды                                           | 4−0  | Албания |
| ---------------------------------------------------- | ---- | ------- |
| Тонни Вильена 37′, 47′ · Том Хайе 49′ · Рай Влут 52′ | УЕФА |         |

| Сербия                                                     | 3−0  | Албания |
| ---------------------------------------------------------- | ---- | ------- |
| Велько Симич 32′ · Милош Велькович 58′ · Филип Янкович 67′ | УЕФА |         |

| Ирландия               | 1−2  | Нидерланды             |
| ---------------------- | ---- | ---------------------- |
| Дилан Хейес 30′ (пен.) | УЕФА | Тонни Вильена 43′, 55′ |

| Нидерланды        | 1−1  | Сербия          |
| ----------------- | ---- | --------------- |
| Паскаль Хузер 60′ | УЕФА | Милан Йокич 76′ |

| Албания                                        | 2−1  | Ирландия        |
| ---------------------------------------------- | ---- | --------------- |
| Кристи Марку 35′ (пен.) · Франц Юмералилай 49′ | УЕФА | Джек Грилиш 43′ |

## Группа 6
| Сборная   | И | В | Н | П | ЗМ | ПМ | +/- | О |
| --------- | - | - | - | - | -- | -- | --- | - |
| Исландия  | 3 | 2 | 1 | 0 | 7  | 2  | +5  | 7 |
| Дания     | 3 | 2 | 1 | 0 | 8  | 5  | +3  | 7 |
| Шотландия | 3 | 1 | 0 | 2 | 3  | 4  | −1  | 3 |
| Литва     | 3 | 0 | 0 | 3 | 1  | 8  | −7  | 0 |

| Дания                    | 2−2  | Исландия                                     |
| ------------------------ | ---- | -------------------------------------------- |
| Маркус Матиасен 42′, 55′ | УЕФА | Дади Бергссон 47′ · Гуннлаугур Биргиссон 75′ |

| Шотландия         | 1−0  | Литва |
| ----------------- | ---- | ----- |
| Стюарт Финдли 65′ | УЕФА |       |

| Дания                                                       | 3−1  | Литва                    |
| ----------------------------------------------------------- | ---- | ------------------------ |
| Маркус Матиасен 5′ · Якоб Андерсен 25′ · Виктор Нильсен 26′ | УЕФА | Деймантас Петравичюс 73′ |

| Исландия                       | 1−0  | Шотландия |
| ------------------------------ | ---- | --------- |
| Кристьян Флоки Финнбогасон 43′ | УЕФА |           |

| Шотландия                         | 2−3  | Дания                                                          |
| --------------------------------- | ---- | -------------------------------------------------------------- |
| Льюис Кидд 27′ · Фрейзер Эйрд 67′ | УЕФА | Пьер-Эмиль Хёйбьерг 24′ · Свенн Кроне 63′ · Миккель Йенсен 74′ |

| Литва | 0−4  | Исландия |
| ----- | ---- | --- |
|       | УЕФА | Оливер Сигурйонссон 15′ (пен.) · Палль Торстейнссон 21′ · Дади Бергссон 53′ · Кристьян Флоки Финнбогасон 69′ |

## Группа 7
Изначально победу в группе одержала Венгрия благодаря лучшей разнице мячей. Однако Бельгия подала жалобу на выход на поле в матче против сборной России незаявленного игрока. Таким образом вместо счёта 1:0 в том матче бельгийцам была присуждена техническая победа 3:0 и они вышли в финальный турнир, обойдя венгров по разнице мячей. Это решение было обжаловано Венгерской федерацией футбола.
| Сборная | И | В | Н | П | ЗМ | ПМ | +/- | О |
| ------- | - | - | - | - | -- | -- | --- | - |
| Бельгия | 3 | 2 | 1 | 0 | 8  | 2  | +6  | 7 |
| Венгрия | 3 | 2 | 1 | 0 | 10 | 5  | +5  | 7 |
| Россия  | 3 | 1 | 0 | 2 | 4  | 7  | −3  | 3 |
| Уэльс   | 3 | 0 | 0 | 3 | 2  | 10 | −8  | 0 |

| Венгрия                           | 2−2  | Бельгия                                  |
| --------------------------------- | ---- | ---------------------------------------- |
| Ласло Тот 34′ · Марио Немет 40+3′ | УЕФА | Леандер Дендонкер 22′ · Йорен Дехонд 44′ |

| Россия                            | 2−1  | Уэльс          |
| --------------------------------- | ---- | -------------- |
| Данила Ящук 22′ · Аршак Корян 71′ | УЕФА | Гетин Хилл 62′ |

| Венгрия                                                             | 5−1  | Уэльс           |
| ------------------------------------------------------------------- | ---- | --------------- |
| Гергей Бобаль 8′, 60′, 69′ · Кристофер Вида 24′ · Золтан Медьеш 45′ | УЕФА | Ллойд Джонс 44′ |

| Бельгия               | 1−0 3−0 | Россия |
| --------------------- | ------- | ------ |
| Леандер Дендонкер 70′ | УЕФА    |        |

| Россия                              | 2−3  | Венгрия                                                    |
| ----------------------------------- | ---- | ---------------------------------------------------------- |
| Алексей Турик 48′ · Данила Ящук 77′ | УЕФА | Жомбор Берец 39′ · Гергей Бобаль 43′ · Золтан Фаркаш 80+2′ |

| Уэльс | 0−3  | Бельгия                                |
| ----- | ---- | -------------------------------------- |
|       | УЕФА | Тюр Диркс 33′, 60′ · Пьер Бискотти 65′ |